# Canada op de Olympische Winterspelen 1932
Tijdens de Olympische Winterspelen van 1932, die in Lake Placid (Verenigde Staten) werden gehouden, nam Canada voor de derde keer deel.

## Medailleoverzicht
| Sport       | Olympiër          | Discipline   | Medaille |
| ----------- | ----------------- | ------------ | -------- |
| IJshockey   | Olympisch team    | mannen       | Goud     |
| Schaatsen   | Alexander Hurd    | 1500 m (m)   | Zilver   |
| Kunstrijden | Montgomery Wilson | mannen       | Brons    |
| Schaatsen   | Alexander Hurd    | 500 m (m)    | Brons    |
| Schaatsen   | Willy Logan       | 1500 m (m)   | Brons    |
| Schaatsen   | Willy Logan       | 5000 m (m)   | Brons    |
| Schaatsen   | Frank Stack       | 10.000 m (m) | Brons    |

## Deelnemers en resultaten

### Kunstrijden
| Olympiër                                  | Discipline | Resultaat | Prestatie              |
| ----------------------------------------- | ---------- | --------- | ---------------------- |
| Montgomery Wilson                         | mannen     | Brons     | pc. 9; 2602,0 punten   |
| Constance Wilson-Samuel                   | vrouwen    | 4e        | pc. 28; 2131,9 punten  |
| Elizabeth Fisher                          | vrouwen    | 13e       | pc. 82; 1801,0 punten  |
| Mary Littlejohn                           | vrouwen    | 15e       | pc. 101; 1711,6 punten |
| Constance Wilson-Samuel Montgomery Wilson | paarrijden | 5e        | pc. 35; 69,6 punten    |
| Frances Claudet Chauncy Bangs             | paarrijden | 6e        | pc. 36; 68,9 punten    |

### Langlaufen
| Olympiër       | Discipline | Resultaat | Prestatie |
| -------------- | ---------- | --------- | --------- |
| Arthur Pangman | 18 km (m)  | 35e       | 1:43.18   |
| William Clark  | 18 km (m)  | 38e       | 1:46.33   |
| John Taylor    | 18 km (m)  | 39e       | 1:48.11   |
| John Currie    | 18 km (m)  | 40e       | 1:49.03   |
| Kaare Engstad  | 50 km (m)  | 35e       | 1:43.18   |
| David Douglas  | 50 km (m)  | dnf       | opgave    |
| Walter Ryan    | 50 km (m)  | dnf       | opgave    |

### Noordse combinatie
| Olympiër        | Discipline | Resultaat | Prestatie                                                          |
| --------------- | ---------- | --------- | ------------------------------------------------------------------ |
| Jostein Nordmoe | mannen     | 10e       | 367,56 punten 18 km: 165,96 (1:42.56) schans: 201,60 (53,0+52,5 m) |
| Howard Bagguley | mannen     | 24e       | 318,70 punten 18 km: 133,50 (1:50.35) schans: 185,20 (51,0+51.5 m) |
| Arthur Gravel   | mannen     | 30e       | 278,60 punten 18 km: 94,50 (2:00.18) schans: 184,10 (50,5+51,5 m)  |
| Ross Wilson     | mannen     | 31e       | 252,80 punten 18 km: 162,00 (1:43.55) schans: 90,80 (40,0+36,0 m)  |

### Schaatsen
| Olympiër          | Discipline   | Resultaat | Prestatie                         |
| ----------------- | ------------ | --------- | --------------------------------- |
| Herbert Flack     | 1500 m (m)   | series    | serie 2: 4e                       |
| Alexander Hurd    | 500 m (m)    | Brons     | serie 3: 44,9 (1e), finale: 3e    |
| Alexander Hurd    | 1500 m (m)   | Zilver    | serie 3: 2e, finale: 2e           |
| Alexander Hurd    | 5000 m (m)   | series    | serie 1: niet gefinisht           |
| Alexander Hurd    | 10.000 m (m) | 7e        | serie 1: 17.56,2 (1e), finale: 7e |
| Willy Logan       | 500 m (m)    | 5e        | serie 2: 2e, finale: 5e           |
| Willy Logan       | 1500 m (m)   | Brons     | serie 2: 2e, finale: 3e           |
| Willy Logan       | 5000 m (m)   | Brons     | serie 2: 3e, finale: 3e           |
| Willy Logan       | 10.000 m (m) | series    | serie 2: 5e                       |
| Marion McCarthy   | 10.000 m (m) | series    | serie 1: niet gefinisht           |
| Frank Stack       | 500 m (m)    | 4e        | serie 1: 44,3 (1e), finale: 4e    |
| Frank Stack       | 1500 m (m)   | 4e        | serie 1: 2e, finale: 4e           |
| Frank Stack       | 5000 m (m)   | 7e        | serie 2: 4e, finale: 7e           |
| Frank Stack       | 10.000 m (m) | Brons     | serie 2: 2e, finale: 3e           |
| Carl Smyth        | 5000 m (m)   | 8e        | serie 1: 4e, finale: 8e           |
| Leopold Sylvestre | 500 m (m)    | series    | serie 2: 5e                       |

### Schansspringen
| Olympiër        | Discipline | Resultaat | Prestatie                  |
| --------------- | ---------- | --------- | -------------------------- |
| Robert Lymburne | mannen     | 19e       | 192,1 punten (58,0+51,0 m) |
| Jacques Landry  | mannen     | 20e       | 187,3 punten (52,5+54,0 m) |
| Arnold Stone    | mannen     | 29e       | 114,5 punten (61,5+49,0 m) |
| Leslie Gagne    | mannen     | 30e       | 110,5 punten (45,0+44,5 m) |

### IJshockey
| Olympiër | Discipline | Resultaat | Prestatie |
| --- | ---------- | --------- | --- |
| William Cockburn Clifford Crowley Albert Duncanson George Garbutt Roy Henkel Vic Lindquist Norman Malloy Walter Monson Kenneth Moore Romeo Rivers Hack Simpson Hugh Sutherland Stanley Wagner Alston Wise | mannen     | Goud      | finaleronde: 2 - 1 Canada - Verenigde Staten 4 - 1 Canada - Duitsland 9 - 0 Canada - Polen 5 - 0 Canada - Duitsland 10 - 0 Canada - Polen 2 - 2 Canada - Verenigde Staten |

België · Canada · Duitsland · Finland · Frankrijk · Groot-Brittannië · Hongarije · Italië · Japan · Noorwegen · Oostenrijk · Polen · Roemenië · Tsjecho-Slowakije · Verenigde Staten · Zweden · Zwitserland